# Одесса (Західна Вірджинія)
Одесса (англ. Odessa) — невключена громада в окрузі Клей, Західна Вірджинія, США. Її поштове відділення закрито.
Згідно з традицією, громада була названа на честь кохання раннього поселенця.